# ケープタウン・プライド

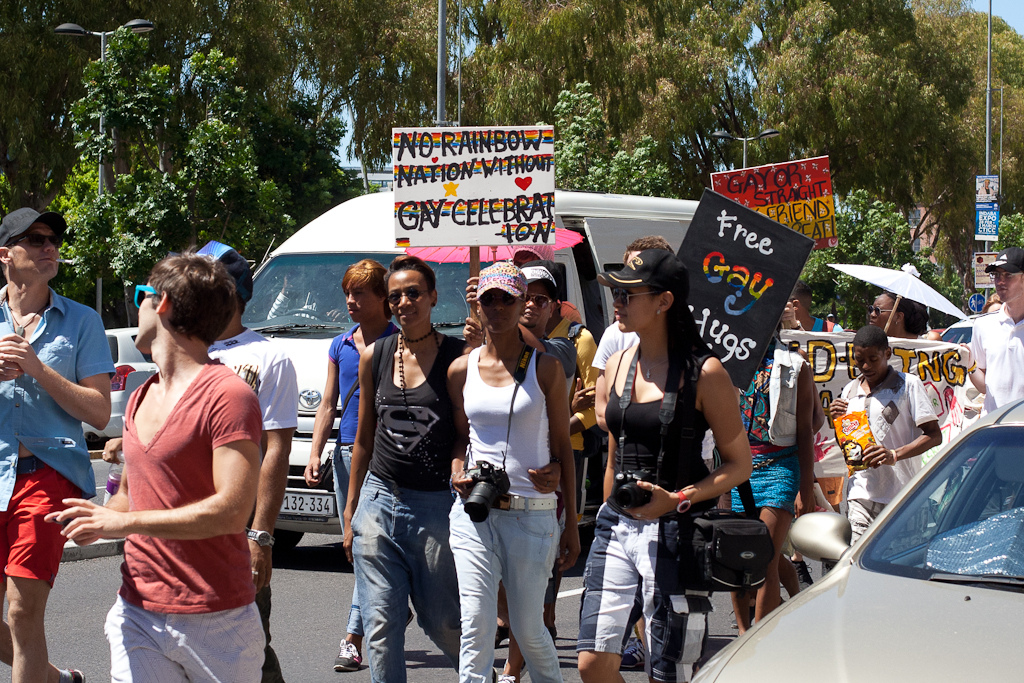
Cape Town Pride 2014

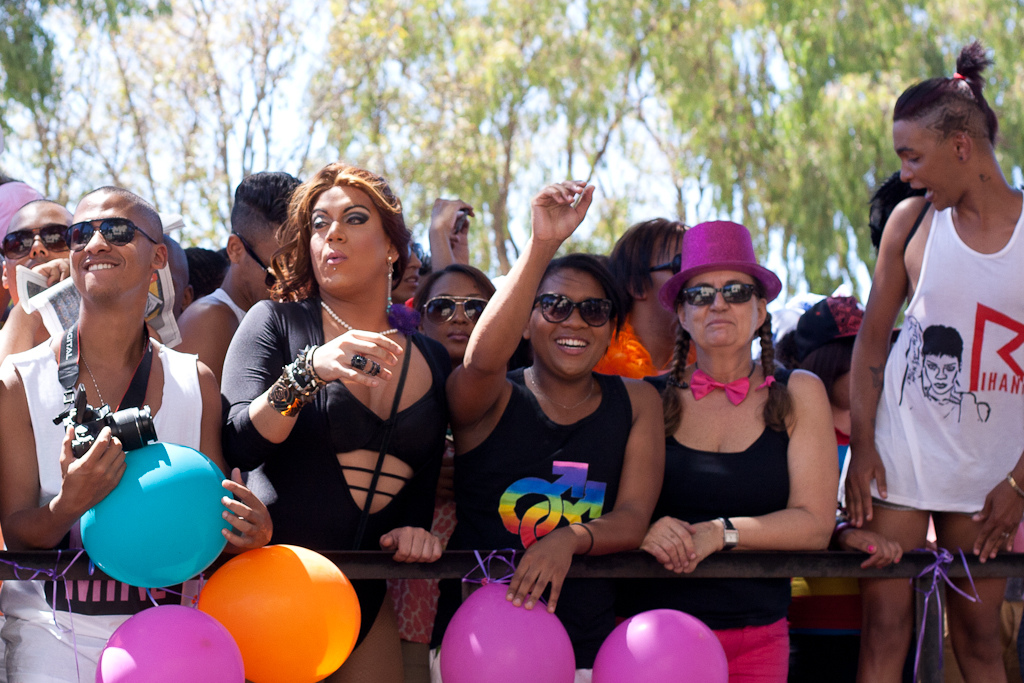
Cape Town Pride 2014

ケープタウン・プライドは、南アフリカ共和国のケープタウンで毎年開催されるプライド・イベントであり、プライド・パレードで締めくくられる。2月の終わり頃から1週間にわたって、フェスティバルやパーティー、その他のイベントが行われる。
南アフリカで最初のプライド・パレードは、1990年10月13日にヨハネスブルグで開催され、これはアフリカ大陸で初めてのプライド・イベントであった。ケープタウンでの最初のプライドパレードは1993年に行われ、その後も中断を挟みながら毎年開催されている:169。
パレードは、2001年12月10日から17日までのケープタウンのプライド・イベントの一環として再開された:172。2001年のイベントでは、サマセットロードにある聖心教会の外で「尊厳と多様性」というテーマの宗教横断的なサービスが行われた際に、地元の反中絶団体によって抗議が行われた。
ケープタウン・プライドは、イベントの時期が2月に移動されたため、2003年には開催されなかった。2006年には「ケープタウンの文化を統一する」、2007年には「愛のカーニバル」、2009年には「ピンク・ウブントゥ – ケープタウンの文化を統一する」、そして2011年には「多様性を愛そう」をテーマに開催された。